# Himatanthus stenophyllus
Himatanthus stenophyllus är en oleanderväxtart som beskrevs av M.M. Plumel. Himatanthus stenophyllus ingår i släktet Himatanthus och familjen oleanderväxter. Inga underarter finns listade i Catalogue of Life.